# Jean-François Istasse
Jean-François Istasse (ur. 27 listopada 1950 w Uccle, zm. 25 lipca 2021 w Verviers) – belgijski i waloński polityk, prawnik i menedżer, w latach 2004–2009 przewodniczący Parlamentu Francuskiej Wspólnoty Belgii.

## Życiorys
Ukończył studia prawnicze na Uniwersytecie w Liège, uzyskał także tytuł Master of Public Management w szkole biznesowej Solvay w ramach Université Libre de Bruxelles. Pracował w strukturach związku zawodowego pracowników wyższego szczebla SETCa, następnie jako doradca prawny premiera Walonii Jean-Maurice’a Dehousse’a i w spółkach komunalnych. Zatrudniony na stanowiskach menedżerskich w RTBF i jako dyrektor w przedsiębiorstwach komunalnych Regionu Walońskiego odpowiedzialnych za transport i wodę.
W 1969 zaangażował się w działalność Belgijskiej Partii Socjalistycznej (m.in. jako sekretarz jej młodzieżówki Jeunes socialistes), po jej rozpadzie przystąpił do walońskiej Partii Socjalistycznej. Od 1977 do 1998 zasiadał w radzie miejskiej Verviers, a od 1988 do 1995 w radzie prowincji Liège. Należał następnie do Parlamentu Francuskiej Wspólnoty Belgii (1995–2014) i Parlamentu Walońskiego (1995–2009). W okresie od 28 października 2004 do 29 czerwca 2009 kierował parlamentem wspólnotowym. W latach 1998–2006 i 2013–2014 oddelegowany do federalnego Senatu, był też członkiem Komitetu Regionów. Od 2006 do śmierci ponownie w składzie rady miejskiej Verviers. Wchodził w skład tamtejszych władz wykonawczych jako échevin, a w 2020 został burmistrzem miasta (wybór ten jednak unieważniono z przyczyn formalnych).

## Odznaczenia
Odznaczony Orderem Leopolda II klasy (2009) oraz Orderem Leopolda II IV klasy (1996).